# Ibn Marwan
Pour les articles homonymes, voir Marwan.
Ibn Marwan dit Al Djilliki soit Le Galicien (né à Mérida, mort en 889) est un chef muladi descendant d'une famille hispano-romaine ou wisigothique d'al-Andalus et converti à l'islam. Il est également le fondateur de la ville de Badajoz dont il devient le prince. 

## Biographie
Alors qu'il est haut fonctionnaire à Cordoue, des tensions apparaissent au sein des différentes communautés et ethnies. Il est alors victime de propos qui le vexent. Nous sommes alors dans un contexte de multiples révoltes à caractère ethnique : arabes, berbères, muladis, mozarabes, slaves etc. 
Il quitte alors la capitale, et regroupe autour de lui d'autres muladis mécontents. Ces derniers réalisent une révolte mais ses troupes étant trop faibles pour combattre celle de l'émir Mohammad Ier de Cordoue, il trouve refuge auprès du roi des Asturies, Alphonse III. Par la suite et à la tête de ses partisans, Ibn Marwan descend en Estrémadure et y fonde la ville de Badajoz en 875 dont il devient prince. La ville devient un refuge où viennent s'établir des populations entières de muladis, notamment ceux de Mérida, ville alors contrôlée par un clan berbère.
Matías Ramón Martínez résume en quelques mots la situation 
« En una palabra: en Badajoz se refugió cuanto pudo salvarse en aquél naufragio de las grandezas sociales de Mérida »
— Matías Ramón Martínez
, Matías Ramón Martínez, Historia del reino de Badajoz, p. 62

« En un mot : il se réfugia à Badajoz quand il put se sauver du naufrage des grandeurs sociales de Mérida »
— Matías Ramón Martínez, Historia del reino de Badajoz, p. 62
A Badajoz, l'émir est défait lors de la bataille de la Sierra de Monsalud, et constatant l'impossibilité de dominer le rebelle, il lui offrit un armistice pour mettre un terme définitif à ces batailles. Selon le chroniqueur Ibn Qutiya, l'émir envoya un émissaire à qui Ibn Marwan répondit « Mes désirs sont qu'on me concède Baxarnal [badajoz] pour y construire, former une ville et la peupler, y établir un culte, sans qu'il me soit imposé ni tributs, ni ordres, ni limitations, en laissant le fleuve entre nous »
L'Émir fourni au Galicien des urbanistes capables d'ériger la ville selon les normes musulmanes en y établissant des bains publics, et une grande mosquée notamment.